# Sjevernomakedonska nogometna reprezentacija
Sjevernomakedonska nogometna reprezentacija predstavlja državu Sjevernu Makedoniju u međunarodnim natjecanjima u športu nogometu, i pod vodstvom je Nogometne federacije Sjeverne Makedonije (FFM).
Reprezentacija igra kao domaćin na Telekom Areni, koja može primiti 33.460 gledatelja.
Boja dresova je crvena (domaći dres) i žuta (gostujući dres).
Prvu utakmicu odigrala je 1993. poslije raspada SFRJ, čija je članica bila Republika Makedonije. Utakmica je odigrana protiv nogometne reprezentacije Slovenije u Kranju 13. listopada. U prvoj povijesnoj utaknici nogometna reprezentacija Makedonije nastupila je u sljedećem sastavu: Boban Babunski, Zoran Boškovski, Goran Georgievski, Kire Grozdanov, Čedomir Janevski, Zoran Jovanovski, Dragan Kanatlarovski, Ljupčo Markovski, Nedžmedin Memedi, Sašo Miloševski, Vančo Micevski, Zoran Micevski, Toni Micevski, Ilija Najdoski, Darko Pančev. Najuvjerljivija pobjeda ostvarena je protiv Lihtenštajna, 1:11. 
Igrač s najviše pogodaka i nastupa je Goran Pandev.

## Povijest
Makedonska nogometna unija je osnovana 14. kolovoza 1949. u Skoplju, u sklopu Nogometnog saveza Makedonije Jugoslavija. Najpoznati igrači koji su igrali u reprezentaciji Jugoslavije bili su Kiril Simonovski – Džina, Blagoje Vidinić, Metodija Spasovski, Andon Dončevski, Darko Pančev, Ilija Najdovski i drugi.

### Prva međunarodna utakmica – Slovenija 1:4 Makedonija
(Kranj, Slovenija, 13. listopada 1993.)
Prvi gol za makedonsku reprezentaciju postigao je Zoran Boškovski u 5. minuti. Godine 1994., Makedonija je postala članicom FIFA-e, UEFA-e i Balkanskog nogometnog saveza. Balkanski savez organizira prvenstvo Balkana mini turnira za mlade igrače do 16 i 18 godina. Reprezentacija je sa službenim aktivostima započela 1994., u kvalifikacijama za EP 1996, u grupi s Armenijom, Belgijom, Ciprom, Danskom i Španjolskom.

### Prvi službeni susret – Makedonija 1:1 Danska
(Skoplje, Makedonija, 7. rujna 1994.)
Prvi pogodak postigao je Mitko Stojkovski u 5. minuti.

## Uspjesi reprezentacije
Sjeverna Makedonija je, kao dio Jugoslavije (1918. – 1941., 1943. – 1991., osvojila 9 medalja sa Slovenijom, Hrvatskom, Bosnom i Hercegovinom, Srbijom, Crnom Gorom i Kosovom.

### Nastupi na EP
U studenome 2020. po prvi puta u povijesti plasirali su se na Europsko prvenstvo nakon što su kroz dodatne kvalifikacije u Ligi nacija savladali reprezentaciju Gruzije.

### Nastupi na OI
Do danas nisu prošli izlučni dio natjecanja za ulazak na glavni turnir.

### Nastupi na SP
Do danas nisu prošli izlučni dio natjecanja za ulazak na glavni turnir.

## Poznati treneri
- Srečko Katanec

## Trenutačni sastav
Zadnji put ažurirano: 5. lipnja 2021.
| 0#0 | Poz. | Igrač                  | Datum rođenja (dob)           | Nastupi | Golovi | Klub             |
| --- | ---- | ---------------------- | ----------------------------- | ------- | ------ | ---------------- |
| 1   | G    | Stole Dimitrievski     | 25. prosinca 1993. (dob: 27)  | 41      | 0      | Rayo Vallecano   |
| 2   | B    | Egzon Bejtulai         | 7. siječnja 1994. (dob: 27)   | 20      | 0      | Shkëndija        |
| 3   | B    | Đoko Zajkov            | 10. veljače 1995. (dob: 26)   | 17      | 1      | Charleroi        |
| 4   | B    | Kire Ristevski         | 22. listopada 1990. (dob: 30) | 46      | 0      | Újpest           |
| 5   | V    | Arijan Ademi           | 29. svibnja 1991. (dob: 30)   | 21      | 4      | Dinamo Zagreb    |
| 6   | B    | Visar Musliu           | 13. studenoga 1994. (dob: 26) | 30      | 1      | Fehérvár         |
| 7   | N    | Ivan Tričkovski        | 18. travnja 1987. (dob: 34)   | 63      | 6      | AEK Larnaca      |
| 8   | B    | Ezđan Alioski          | 12. veljače 1992. (dob: 29)   | 43      | 7      | Leeds United     |
| 9   | N    | Aleksandar Trajkovski  | 5. rujna 1992. (dob: 28)      | 64      | 18     | Mallorca         |
| 10  | N    | Goran Pandev (kapetan) | 27. srpnja 1983. (dob: 37)    | 118     | 37     | Genoa            |
| 11  | V    | Ferhan Hasani          | 18. lipnja 1990. (dob: 30)    | 41      | 2      | Partizani        |
| 12  | G    | Risto Jankov           | 5. rujna 1998. (dob: 22)      | 0       | 0      | Rabotnički       |
| 13  | B    | Stefan Ristovski       | 12. veljače 1992. (dob: 29)   | 64      | 2      | Dinamo Zagreb    |
| 14  | B    | Darko Velkovski        | 21. lipnja 1995. (dob: 25)    | 27      | 1      | Rijeka           |
| 15  | V    | Tihomir Kostadinov     | 4. ožujka 1996. (dob: 25)     | 9       | 0      | Ružomberok       |
| 16  | V    | Boban Nikolov          | 28. srpnja 1994. (dob: 26)    | 33      | 2      | Lecce            |
| 17  | V    | Enis Bardi             | 2. srpnja 1995. (dob: 25)     | 34      | 6      | Levante          |
| 18  | N    | Vlatko Stojanovski     | 23. travnja 1997. (dob: 24)   | 8       | 2      | Chambly          |
| 19  | N    | Krste Velkoski         | 20. veljače 1988. (dob: 33)   | 15      | 0      | Sarajevo         |
| 20  | V    | Stefan Spirovski       | 23. kolovoza 1990. (dob: 30)  | 39      | 1      | AEK Larnaca      |
| 21  | V    | Elif Elmas             | 24. rujna 1999. (dob: 21)     | 26      | 7      | Napoli           |
| 22  | G    | Damjan Šiškovski       | 18. ožujka 1995. (dob: 26)    | 6       | 0      | Doxa Katokopias  |
| 23  | N    | Marjan Radeski         | 10. veljače 1995. (dob: 26)   | 17      | 1      | Akademija Pandev |
| 24  | N    | Daniel Avramovski      | 20. veljače 1995. (dob: 26)   | 5       | 0      | Kayserispor      |
| 25  | V    | Darko Čurlinov         | 11. srpnja 2000. (dob: 20)    | 2       | 0      | VfB Stuttgart    |
| 26  | V    | Milan Ristovski        | 8. travnja 1998. (dob: 23)    | 0       | 0      | Spartak Trnava   |

## Statistike
| Broj | Igrač                  | Godine           | Nastupi | Golovi |
| ---- | ---------------------- | ---------------- | ------- | ------ |
| 1    | Goran Pandev*          | 2001. – trenutno | 113     | 35     |
| 2    | Goce Sedloski          | 1996. – 2010.    | 100     | 8      |
| 3    | Veliče Šumulikoski     | 2000. – 2013.    | 84      | 1      |
| 4    | Artim Šaćiri           | 1996. – 2006.    | 72      | 15     |
| 5    | Igor Mitreski          | 2001. – 2011.    | 70      | 1      |
| 6    | Nikolče Noveski        | 2004. – 2013     | 64      | 5      |
| 07   | Petar Miloševski       | 1998. – 2009.    | 59      | 0      |
| 07   | Ivan Tričkovski*       | 2010. – trenutno | 59      | 5      |
| 9    | Aleksandar Trajkovski* | 2011. – trenutno | 58      | 15     |
| 10   | Stefan Ristovski*      | 2011. – trenutno | 57      | 2      |

| Broj | Igrač                  | Godine           | Golovi | Nastupi |
| ---- | ---------------------- | ---------------- | ------ | ------- |
| 1    | Goran Pandev*          | 2001. – trenutno | 35     | 113     |
| 2    | Gjorgji Hristov        | 1995. – 2003.    | 16     | 48      |
| 03   | Aleksandar Trajkovski* | 2011. – trenutno | 15     | 58      |
| 03   | Artim Šakiri           | 1996. – 2006.    | 15     | 72      |
| 5    | Goran Maznov           | 2001. – 2009.    | 10     | 45      |
| 06   | Ilija Nestorovski*     | 2016. – trenutno | 9      | 41      |
| 06   | Ilčo Naumoski          | 2003. – 2012.    | 9      | 45      |
| 08   | Saša Ćirić             | 1996. – 2003.    | 8      | 26      |
| 08   | Goce Sedloski          | 1996. – 2010.    | 8      | 100     |
| 010  | Ezgjan Alioski*        | 2013. – trenutno | 7      | 38      |
| 010  | Agim Ibraimi           | 2009. – 2016.    | 7      | 39      |

## Izbornici
- Broj utakmica unesen poslije utakmice Lige nacija s Gruzijom: 14. listopada 2020.

| Godine           | Drž. | Izbornici           | Utakmica | Pobjeda | Neriješeno | Poraza |
| ---------------- | ---- | ------------------- | -------- | ------- | ---------- | ------ |
| 1993. – 1995.    |      | Andon Dončevski     | 17       | 5       | 5          | 7      |
| 1996. – 1999.    |      | Đoko Hadžievski     | 28       | 10      | 7          | 11     |
| 1999. – 2005.    |      | Dragi Kanatlarovski | 31       | 8       | 8          | 15     |
| 2001. – 2002.    |      | Đore Jovanovski     | 13       | 0       | 6          | 7      |
| 2002. – 2003.    |      | Nikola Ilievski     | 13       | 3       | 4          | 6      |
| 2005.            |      | Slobodan Santrač    | 4        | 1       | 0          | 3      |
| 2005.            |      | Boban Babunski      | 4        | 2       | 1          | 1      |
| 2006. – 2009.    |      | Srečko Katanec      | 27       | 9       | 7          | 11     |
| 2009. – 2011.    |      | Mirsad Jonuz        | 20       | 7       | 4          | 9      |
| 2010.            |      | Vlatko Kostov       | 1        | 0       | 1          | 0      |
| 2011. – 2012.    |      | John Toshack        | 8        | 1       | 4          | 3      |
| 2012.            |      | Goce Sedloski       | 1        | 1       | 0          | 0      |
| 2012. – 2013     |      | Čedomir Janevski    | 14       | 5       | 1          | 8      |
| 2013             |      | Zoran Stratev       | 2        | 0       | 0          | 2      |
| 2014. – 2015.    |      | Boško Đurovski      | 11       | 2       | 3          | 6      |
| 2015.            |      | Ljubinko Drulović   | 5        | 0       | 1          | 4      |
| 2015. – trenutno |      | Igor Angelovski     | 42       | 18      | 10         | 14     |

## Poznati igrači
- Milko Đurovski
- Darko Pančev
- Goran Pandev
- Toni Savevski
- Goce Sedloski
- Artim Šakiri